# JEWELS 7th RING
JEWELS 7th RING（ジュエルス・セブンス・リング）は、日本の女子総合格闘技団体「JEWELS」の大会の一つ。2010年3月19日、東京都新宿区歌舞伎町の新宿FACEで開催された。

## 大会概要
メインイベントではHIROKO vs. 赤野仁美の約2年ぶりとなる再戦が行われ、HIROKOが判定勝ちでリベンジに成功した。試合後にはStrikeforce世界女子フェザー級王者クリスチャン・サイボーグとの対戦を目標に掲げた。
出場予定であった石岡沙織は練習中の怪我のため欠場となった。

## 試合結果

### オープニングファイト
オープニングファイト JEWELSグラップリングルール -48kg契約 4分1R
○  八木沼志保 vs.  亀田聡子 ×
1R 2:20 腕ひしぎ十字固め

### 本戦カード
第1試合 JEWELS公式ルール -52kg契約 5分2R
○  能村さくら vs.  鹿児島陽子 ×
2R 4:35 TS（腕ひしぎ十字固め）
第2試合 JEWELS公式ルール -48kg契約 5分2R
○  MIYOKO vs.  石川菊代 ×
2R終了 判定2-1
第3試合 JEWELS公式ルール -52kg契約 5分2R
○  北村ヒロコ vs.  セリーナ ×
1R 2:04 TS（チキンウィングアームロック）
スペシャルエキシビションマッチ シュートボクシングルール
－  RENA vs.  ハム・ソヒ －
勝敗なし
第4試合 シュートボクシング公式ルール -54kg契約 2分3R
○  高橋藍 vs.  ASAKO ×
2R 1:08 TKO（レフェリーストップ：顎の負傷）
第5試合 JEWELS公式ルール -58kg契約 5分2R
○  森藤美樹 vs.  杉山しずか ×
2R終了 判定3-0
第6試合 JEWELS公式ルール -52kg契約 5分2R
○  長野美香 vs.  市井舞 ×
2R終了 判定3-0
第7試合 メインイベント JEWELS特別ルール（パウンドあり） -65kg契約 5分2R
○  HIROKO vs.  赤野仁美 ×
2R終了 判定2-1